# Indulto Agatha Christie
O Indulto Agatha Christie é um apelido aplicado por círculos católicos tradicionais ao indulto (dentro do Código de Direito Canônico, uma permissão para fazer algo que, de outra forma, seria proibido) aprovado em 1971 pelo Papa Paulo VI para que os bispos de Inglaterra e País de Gales podiam permitir em ocasiões especiais a celebração da Missa Tridentina, que foi substituída pela Missa do Vaticano II em 1969-1970.
O indulto foi concedido em resposta a uma petição enviada ao Papa por algumas figuras do mundo da literatura, principalmente não católicos. Conta-se que o Papa Paulo VI estava lendo silenciosamente a lista de signatários e, de repente, disse: "Ah, Agatha Christie!", assinando a aprovação.

## Signatários
Os signatários da petição que deu origem ao indulto foram: 
- Agatha Christie
- Alfred Marnau
- Auberon Herbert
- Barbara Hepworth
- Bernard Wall
- Cecil Day Lewis
- Charles Russell
- Colin Davis
- Colin Hardie
- Compton Mackenzie
- Constantine Fitzgibbon
- Cyril Connolly
- David Jones
- E.I. Watkin
- E.J. Oliver
- F.R. Leavis
- George Malcolm
- Graham Greene
- Harman Grisewood
- Harold Acton
- Hugh Delargy
- Ian Greenless
- Iris Murdoch
- Joan Sutherland
- Jo Grimond
- John Bayler
- John Jolliffe
- John Murray
- John Ripon
- Kathleen Raine
- Kenneth Clark
- Lennox Berkeley
- Magdalen Gofflin
- Malcolm Muggeridge
- Martin Turnell
- Maurice Bowra
- Max Mallowan
- Miles Fitzalen-Howard
- Nancy Mitford
- Nevill Coghill
- Osbert Lancaster
- Oxford and Asquith
- Patrick Wall
- Philip Toynbee
- Ralph Richardson
- Raymond Mortimer
- Rivers Scott
- Robert Exeter
- Robert Graves
- Rupert Hart-Davis
- Sean O'Faolain
- Vladimir Ashkenazy
- William Glock
- William Plomer
- William Rees-Mogg
- Yehudi Menuhin